# Vlan Dimanche
Journal hebdomadaire gratuit du Groupe Vlan créé en 1999.
Éditeur responsable Paul Callebaut.
Ce journal était le 1er journal belge distribué le dimanche matin dans le réseau des boulangeries.
Il a été remplacé par le titre 7 Dimanche et son succès a donné naissance à de nombreux autres journaux dominicaux.
Étant gratuit, il était financé par la publicité. Ce qui a d'abord été une inquiétude des autres organes de presses, y voyant arriver une presse peu "indépendante".
Cette mauvaise image a très vite été balayé par le succès croissant des lecteurs et le ton donné au journal.
La personnalité du rédacteur en chef Namurois n'y a pas été pour rien. Diederick Legrain y a fait ses armes avant de devenir une des personnalités des plus en vue de la presse namuroise.

## Collaborateurs réguliers
- Diederick Legrain, criminologue et journaliste, rédacteur en chef de l'édition namuroise
- Harold Goderniaux, journaliste.
- Benoit Aerts, journaliste.
- Vanessa Lamproye, journaliste.
- Tierry Sinte, journaliste.